# Jardín botánico Alberto Roth
El Jardín Botánico Alberto Roth es un jardín botánico de unas 11 hectáreas de extensión que se encuentra en la ciudad argentina de Posadas dependiendo de la municipalidad de Posadas y con lazos con la Universidad Nacional de Misiones. 
El código de identificación del Jardín Botánico Alberto Roth como miembro del "Botanic Gardens Conservation International" (BGCI), así como las siglas de su herbario es POSADAS.
El predio cuenta además con una biblioteca, un orquideario, una fuente y distintos senderos.

## Localización
El Jardín Botánico Alberto Roth, está ubicado en el Barrio Kennedy, de la Chacra 223. El mismo se encuentra sobre la desembocadura del arroyo Zaimán al río Paraná, al sur de la ciudad de Posadas, capital de la provincia de Misiones, en el nordeste de la Argentina.
Planos y vistas satelitales: 27°24′31″S 55°53′47″O / -27.4085241, -55.8963747

## Historia
Fue creado por la municipalidad en 1981, en terrenos donados por el señor Oscar Adam. 
En 1982 se conformó la «Asociación Jardín Botánico de Posadas», como ente autárquico sin fines de lucro. 
Recién en 1988 se le asigna el epónimo «Alberto Roth», quien fuera un conservacionista suizo que llegó a la Argentina en 1924, y que en 1957 fue declarado mejor conservador de suelo regional.

## Colecciones
Este jardín botánico alberga gran diversidad de árboles, arbustos, hierbas y enredaderas nativas y exóticas.
Aquí se encuentran un total de 154 especies, 109 nativas (70,8 %), en su mayoría de la provincia fitogeográfica paranaense y del distrito de las selvas mixtas, a las que se suman 45 especies exóticas (29,2 %). 
Las familias más representadas son: 
- Fabaceae: 23 especies
- Myrtaceae: 12 especies
- Euphorbiaceae: 9 especies
- Sapindaceae: 8 especies
- Bignoniaceae: 8 especies
- Rutaceae: 6 especies.